# Cronologia delle glaciazioni

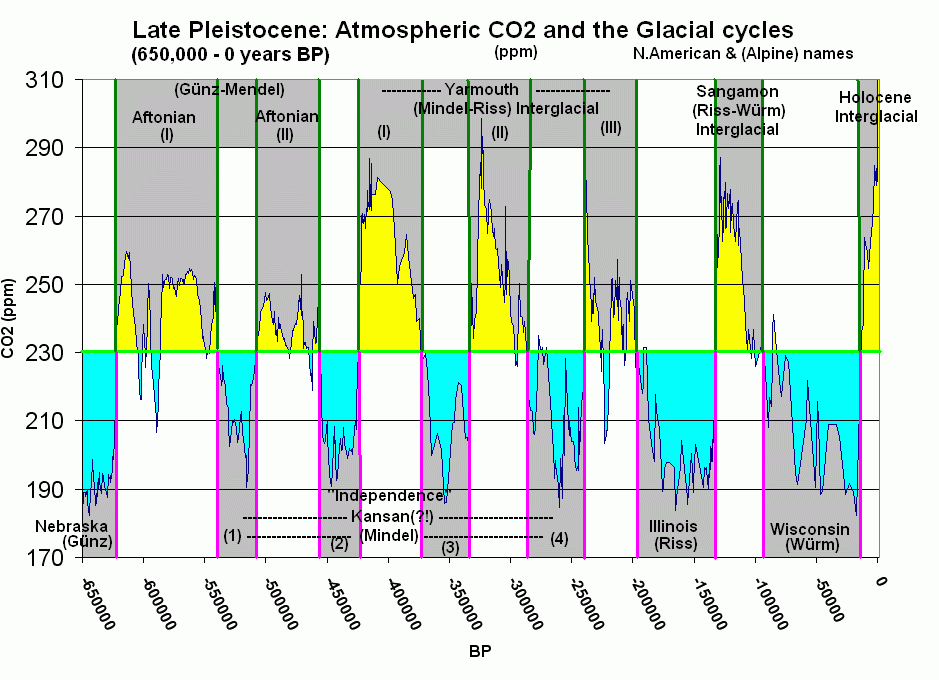
Cicli glaciali e interglaciali rappresentati mediante la misurazione della presenza di CO2 atmosferico, rilevato in campioni di ghiaccio a partire da 650 000 anni fa

Le ere di glaciazione più lunghe nella vita della Terra furono sei.
Il primo, probabilmente il più intenso, andò all'incirca dagli 800 fino ai 600 milioni di anni fa, durante il tardo Proterozoico. Alcuni scienziati hanno ipotizzato che l'intera Terra fosse ricoperta completamente da una coltre di ghiaccio, trasformandosi quindi in una sorta di gigantesca palla di neve. La fine di quest'era glaciale fu all'incirca contemporanea alla cosiddetta "esplosione cambriana", un'epoca di grandissima produzione di vita multicellulare all'inizio del periodo Cambriano.
Tra i 460 e i 430 milioni di anni fa (nell'Ordoviciano superiore) ci furono una serie minore di glaciazioni, seguite da altre più intense tra i 350 e i 250 milioni di anni fa (Carbonifero-Permiano).
I periodi glaciali più recenti risalgono al Pleistocene, con intervalli freddi variabili tra i 40 000 e i 100 000 anni. L'ultimo periodo glaciale terminò 12 000 anni fa.

## I periodi glaciali durante il Pleistocene
In passato i cicli glaciali erano denominati sulla base delle loro caratteristiche morfologiche e geografiche. Oggi si utilizza una numerazione derivata dagli studi isotopici dei sedimenti marini e definita come MIS o stadio dell'isotopo marino.
Nel Pleistocene le fasi glaciali e interglaciali sono chiamate, dalla più recente alla più antica, come segue:
| Periodo Glaciale | Nome Alpino | Nome Nord Americano | Nome Nord Europeo | Nome Inglese          | Inter/ Glaciale  | Periodo (anni fa in migliaia) | MIS           | Epoca       |
| ---------------- | ----------- | ------------------- | ----------------- | --------------------- | ---------------- | ----------------------------- | ------------- | ----------- |
|                  |             |                     |                   | Flandriano            | interglaciale    | attuale – 12                  | MIS1          | Olocene     |
| 1°               | Würm        | Wisconsin           | Weichsel          | Devensiano            | periodo glaciale | 12 – 110                      | MIS2-4 & 5a-d | Pleistocene |
|                  | Riss-Würm   | Sangamon            | Eemian            | Ipswichian            | interglaciale    | 110 – 130                     | MIS5e         | Pleistocene |
| 2°               | Riss        | Illinoiano          | Saale             | Wolstoniano o Gipping | periodo glaciale | 130 – 200                     | MIS6          | Pleistocene |
|                  | Mindel-Riss | Yarmouthian         | Holstein          | Hoxniano              | interglaciale    | 200 – 300                     | MIS7-8        | Pleistocene |
| 3° – 6°          | Mindel      | Kansan              | Elster            | Anglian               | periodo glaciale | 300 – 455                     | MIS9-11       | Pleistocene |
|                  | Günz-Mindel | Aftonian            |                   | Cromerian             | interglaciale    | 455 – 900                     | MIS12-22      | Pleistocene |
| 7°               | Günz        | Nebraskan           | Menapian          | Beestonian            | periodo glaciale | 900 – 1200                    |               | Pleistocene |

Altri periodi del Pleistocene
| Nome                      | Inter/Glaciale   | Periodo (anni in migliaia) | MIS   | Epoca       |
| Waalian                   | interglaciale    | 470 – 540                  |       | Pleistocene |
| Donau II                  | periodo glaciale | 540 – 550                  |       | Pleistocene |
| Tiglian                   | interglaciale    | 550 – 585                  |       | Pleistocene |
| Donau I                   | periodo glaciale | 585 – 600                  |       | Pleistocene |
| Pastonian interglacial    | interglaciale    | 600 – 800                  | MIS63 | Pleistocene |
| Pre-Pastonian glaciation  | periodo glaciale | 800 – 1300                 |       | Pleistocene |
| Bramertonian Interglacial | interglaciale    | 1300 – 1550                |       | Pleistocene |

L'inversione Brunhes-Matuyama avvenne 780 000 anni fa, in coincidenza con il MIS19, l'epoca interglaciale "Cromerian Complex" I.

## Principali ere glaciali

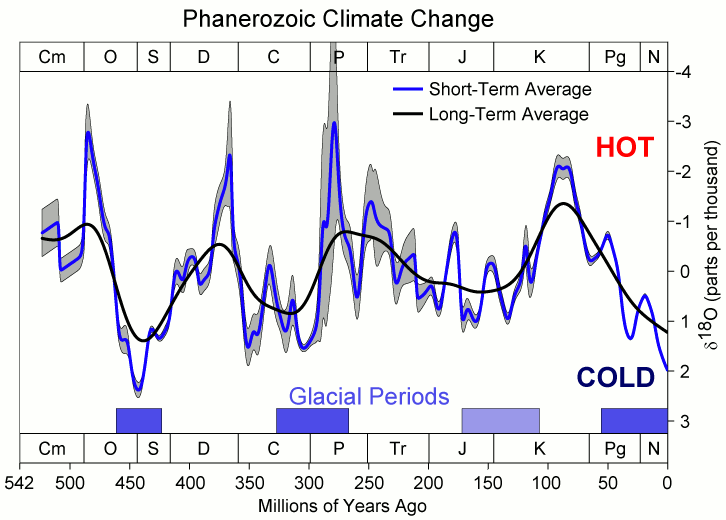
Variazione del rapporto tra gli isotopi dell'ossigeno (funzione della temperatura) negli ultimi 500 milioni di anni.

| Nome                                 | Periodo (anni in milioni) | Periodo                 | Era               |
| ------------------------------------ | ------------------------- | ----------------------- | ----------------- |
| Tarda Cenozoica (incl. Quaternaria)  | oggi - 34                 | Neogene                 | Cenozoico         |
| Karoo                                | 260 - 360                 | Carbonifero e Permiano  | Paleozoico        |
| Andino-sahariana                     | 420 - 450                 | Ordoviciano e Siluriano | Paleozoico        |
| Cryogeniano (o Sturtiano-Varangiano) | 635 - 800                 | Cryogeniano             | Neoproterozoico   |
| Uroniana                             | 2100 - 2400               | Sideriano e Rhyaciano   | Paleoproterozoico |
| Pongola                              | 2837 - 2950               | Pongolano               | Mesoarcheano      |